# Opius estoniacola
Opius estoniacola är en stekelart som beskrevs av Fischer 2001. Opius estoniacola ingår i släktet Opius och familjen bracksteklar. Inga underarter finns listade i Catalogue of Life.